# Harry Haraldsen
Harry Haraldsen (19. listopadu 1911 Rjukan – 28. května 1966 Oslo) byl norský rychlobruslař a cyklista.
Na norských šampionátech v rychlobruslení startoval od roku 1933, na mezinárodní scéně debutoval o rok později. Na Mistrovství světa 1935 skončil na čtvrtém místě a z Mistrovství Evropy 1936 si přivezl bronzovou medaili. Zúčastnil se Zimních olympijských her 1936 (500 m – 34. místo, 1500 m – 7. místo). Na ME 1938 vybojoval stříbrnou medaili. V roce 1940 skončil druhý na neoficiálním světovém šampionátu. K rychlobruslení se vrátil po druhé světové válce, kdy startoval na norských mistrovstvích. Poslední závody absolvoval v roce 1948.
Věnoval se taktéž dráhové cyklistice. V časovce na 1000 m na Letních olympijských hrách 1936 obsadil 14. místo.